# متحف الجحل الأثري
متحف الجحل الأثري هو منزل حجري قديم مزين بنقش القط العسيري، تأسس عام 1397 ه أسسه علي محمد الجحل العاصمي، ويقع في قرية باحة ربيعة في السودة في منطقة عسير جنوب السعودية، ويحتوي على مجموعة واسعة من القطع الأثرية التي بلغت 14 ألف قطعة أثرية، كما يشتمل على 23 جناح متنوع.

## أقسام المتحف
يصنف المتحف من التراث العمراني ويحتوي المتحف على عدة أقسام منها: الأواني القديمة، والأسلحة، والعملات، والأحجار، والحلي، والمعادن، والملابس، ويعرض في المتحف المخطوطات والقطع النادرة بعضها يعود لـ 600 عام، كما يحتوي على جناح للفنون التشكيلية لابنته فاطمة العاصمي يضم 83 لوحة فنية موقعة من أمراء وشخصيات بارزة، ويوجد به قاعة طعام لتقديم الأكلات الشعبية، كما يحتوي أيضاً على سوق شعبي لبيع المنتجات المحلية من أطعمة وملابس وتذكارات وغيرها، ويقوم على جولات الإرشاد السياحي وعرض القطع الأثرية علي الجحل وعائلته حيث يستقبلون الناس ويرحبون بهم ويعرفونهم على تراث المنطقة.